# Adypinian sodu
Adypinian sodu (E356) – organiczny związek chemiczny z grupy adypinianów, sól kwasu adypinowego i sodu. Stosowany jako dodatek do żywności o numerze E356. 
.